# Anselm Schott
Anselm Schott OSB (eigentlich Friedrich August Schott; * 5. September 1843 in Staufeneck, Gemeinde Salach; † 23. April 1896 in Maria Laach) war ein deutscher Benediktiner, der 1884 das Messbuch für Laien, den Schott, herausgab. Seitdem wurde der Begriff „Schott“ allgemein zum Synonym für Laienmessbücher.

## Leben
Friedrich August Schott wurde am 5. September 1843 in einem Nebengebäude der Burg Staufeneck als drittes Kind des Gräflich-Degenfeldischen Gutspächters Eduard Saladin Schott (1812–1887) und dessen Ehefrau Maria Antonia Weyland (1816–1900) geboren. Obwohl sein Vater einer alten, angesehenen protestantischen Beamtenfamilie entstammte, wurde Friedrich August Schott am 6. September 1843 in der Kapelle der Burg Staufeneck – der Konfession der Mutter folgend – katholisch getauft. Er besuchte von 1852 bis 1862 die Realschule und das Gymnasium in Darmstadt, die Reifeprüfung legte er 1862 am Gymnasium in Ehingen (Donau) ab. Ab dem Wintersemester 1862/63 studierte er in Tübingen und München Katholische Theologie und trat nach erfolgreicher Ablegung des Examens am 10. Oktober 1866 in das Priesterseminar Rottenburg ein. In Tübingen wurde er auch Mitglied der dortigen katholischen Studentenverbindung Guestfalia im CV.
Friedrich August Schott empfing am 10. August 1867 die Priesterweihe in Rottenburg und war als Vikar in Biberach an der Riß tätig. Im Herbst 1868 trat er in die Erzabtei Beuron ein, wo er den Ordensnamen Anselm annahm. Nach dem Noviziat legte er am 6. Juni 1870 die zeitlichen Gelübde ab und am Dreifaltigkeitssonntag 1873 die feierliche Profess.
Nach der Auflösung des Klosters Beuron infolge des Kulturkampfes im Jahre 1875 wurde Anselm Schott in verschiedene andere Niederlassungen des Benediktinerordens versetzt. Von 1876 bis 1881 war er Subprior in der Abtei Maredsous bei Dinant in Belgien. Von 1881 bis 1883 war er im Prager Emmauskloster und von 1883 bis 1891 in der Abtei Seckau in der Steiermark tätig.
1892 übersiedelte er in die Abtei Maria Laach, wo er unter anderem Lektor der Moraltheologie und Depositarius war. In Maria Laach verstarb er 1896.
Anselm Schott war Redakteur in der Druckerei Desclee in Tournai und Herausgeber der deutschen Ausgabe des Missale Romanum Officium divinum. Er hat das Messbuch in deutscher und lateinischer Sprache maßgeblich bearbeitet.